# ʿAlī ibn al-Fadl
ʿAlī ibn al-Fadl (arabisch علي بن الفضل, DMG ʿAlī b. al-Faḍl; † 28. Oktober 915) war ein bedeutender Missionar (Dai) der Ismailiten im Jemen.

## Herkunft, Übertritt zum ismailitischen Glauben und Reise in den Jemen
Ali ibn al-Fadl gehörte dem jemenitischen Stamm Saba an und stammte aus dem Dorf Suhaib bei Dschaischan (Qataba). Während einer Pilgerfahrt nach Mekka und Kerbela wurde der junge Schiit um das Jahr 880 von einem ismailitischen Missionar angeworben und folgte diesem in das Zentrum der irakischen Dawa (wohl Kalwadha). Hier wurde bestimmt, dass Ali ibn al-Fadl zusammen mit dem irakischen Dai Ibn Hauschab (dessen Autobiographie erhalten ist) zurück in den Jemen gehen sollte, um die neue Lehre auch dort zu verbreiten und so eine weitere „Insel“ zu gründen. Ende Mai oder Anfang Juni machten sich beide auf den Weg nach Kufa, von wo aus sie in einer Pilgerkarawane über Mekka im August Alis Heimatland erreichten. Via Sanaa und al-Dschanad reisten sie in die bedeutende Hafenstadt Aden, in der sie sich als Baumwollhändler tarnten und einen eigenen Laden mieteten.

## Selbstständige Mission und erste Eroberungen im Südjemen
Nennenswerte Missionserfolge konnte Ibn Hauschab im Jemen aber erst erzielen, als er Schiiten vom Clan der Banu Musa kennenlernte und diesen in ihr Dorf folgte. Sein Begleiter Ali ibn al-Fadl hatte sich zu diesem Zeitpunkt (wann genau, ist nicht bekannt) bereits von seinem Mentor getrennt und war in sein Heimatdorf zurückgekehrt. Als Eremit in den Bergen von Sarw Yafi begann er bald, auf eigene Faust zu missionieren, und wurde so zum Begründer einer neuen, zweiten „Insel“ im Südjemen. Von seiner Burg aus unternahm er erfolgreiche Beutezüge gegen den Emir von Lahidsch, der die Gegend nördlich von Aden kontrollierte. Den Fürsten der Stadt al-Mudhaichira, welcher ihn hierbei unterstützt hatte, vertrieb Ali am 25. Januar 905 und zog für die nächsten elf Jahre in dessen gut zu verteidigende Hauptstadt. Von hier aus wurden das südliche Hochland mit der schon eher eroberten Landschaft al-Maafir und den Städten al-Dschanad, Ibb und Taizz beherrscht. 

## Weitere Eroberungen und Wiedersehen mit Ibn Hauschab
Ende 905 konnte Ali Dhamar und sogar Sanaa einnehmen, bevor er in Schibam schließlich Ibn Hauschab wiedersah. Dieser hatte seine Macht ebenfalls auf Kosten des abbasidentreuen Yufiriden Abu Hassan Asad ibn Ibrahim ausgedehnt und den Beinamen „Sieger des Jemen“ (Mansur al-Yaman) erhalten, doch entpuppte sich Ali im recht unübersichtlichen Kampf um den politisch zersplitterten Jemen zunehmend als der erfolgreichere Feldherr. Seine Eroberungen umfassten im Jahre 906 auch das Hadur- und Haraz-Gebirge, das Wadi Surdud sowie die Städte Zabid, al-Mahdscham und al-Kadra in der Tihama, sodass vorübergehend fast das gesamte Land unter fatimidischer Herrschaft stand. Zu den Gebietsgewinnen, die nicht dauerhaft behauptet werden konnten, gehörte neben der Tihama-Ebene vor allem Sanaa. Die Stadt war im April 906 wieder an den Zaiditen-Imam Yahya al-Hadi ila l-Haqq gefallen und musste am 17. April 907 erneut besetzt werden. Zabid, wo die Ziyadiden residierten, wurde im Herbst 909 ein zweites Mal eingenommen und geplündert.

## Alis Abfall von den Fatimiden
Als es im Jahre 899 zur Abspaltung der Qarmaten von den Fatimiden gekommen war, hatten noch beide jemenitische Dais zum in Salamya hervorgetretenen und später nach Ifrīqiya (statt in den Jemen!) geflohenen Mahdi Abdallah gehalten. Gegen Ende des Jahres 911 kündigte Ali ibn al-Fadl seinem fernen Meister jedoch den Gehorsam auf und wandte sich gegen seinen übergeordneten Kollegen Ibn Hauschab. Der Grund für diesen – die Ismailiten schwächenden – Schritt war vermutlich der mit Enttäuschung gepaarte Zweifel an der Echtheit des mittlerweile als Kalif herrschenden Mahdis. Dieser hatte nämlich in einem Brief an die jemenitische Gemeinde unglaubwürdige Angaben zu seiner Abstammung gemacht, erklärt, dass er doch nicht der Messias, sondern nur einer von vielen Imamen sei, und unter anderem den Dai Abū ʿAbdallāh asch-Schīʿī beseitigen lassen. Angeblich soll Ali daraufhin selbst als Prophet die Zeit des Mahdis für angebrochen erklärt und die Scharia außer Kraft gesetzt haben. In einigen Quellen heißt es, er habe das Gebet und das Fasten abgeschafft, den Haddsch durch andere Zeremonien ersetzt und zum Inzest aufgerufen, doch dürfte diese Darstellung übertrieben sein. Nachdem Ali Sanaa 911 zum vierten Mal eingenommen hatte, führte er sein Heer – Schibam und Dschabal Dhuchar erobernd – ins Miswar-Gebirge und belagerte Ibn Hauschab, der entgegen Alis Aufforderung treu zum Fatimidenkalifen hielt. Der Abzug erfolgte erst nach acht Monaten, als der unterworfene „Sieger des Jemen“ einen seiner Söhne als Geisel stellte. Am 27. April 912, also mitten im Ramadan, hielt Ali ein letztes Mal in Sanaa, wo er und seine Truppen angeblich in der Freitagsmoschee schlachteten und Wein tranken. Nachdem er die heruntergekommene und von den meisten Einwohnern verlassene Stadt dann dem Yufiriden Asad, seinem Vasallen, übergeben hatte, zog er sich in seine Bergfestung al-Mudhaichira zurück.

## Tod und Erbe
Kurz nach Ibn Hauschabs Tod (914) starb am 28. Oktober 915 auch Ali ibn al-Fadl; einigen Quellen zufolge soll er von Ärzten vergiftet worden sein, die entweder im Auftrag der Fatimiden oder der Yufiriden handelten. Als Führer der südlichen der beiden jemenitischen „Inseln“ beerbte ihn sein Sohn al-Fafa, unter dem es zur Rebellion des Yufiriden Asad kam. Der Emir von Sanaa eroberte mehrere Ismailiten-Burgen und nahm nach langer Belagerung am 6. Januar 916 schließlich auch al-Mudhaichira ein. Alis Nachkommen, darunter drei Töchter, wurden als Gefangene am 28. März nach Sanaa gebracht, wo die zwei Söhne und weitere Ismailiten hingerichtet wurden. Im Gegensatz zur nördlichen „Insel“ Ibn Hauschabs, von der aus auch in Indien missioniert wurde, hatte Alis Gemeinde also keinen Bestand.